# JSTOR
JSTOR(제이스토어)는 1995년에 설립된 전자 도서관이다. 이름은 저널 저장소(Journal Storage)의 줄임말이다. 초기에는 디지털화된 학술지의 지난 호들을 보유했지만, 현재는 책이나 일차적 자료, 최신 저널 등을 아우르고 있다.

## 논란
JSTOR는 대학 도서관, 학교, 연구기관, 박물관을 대상으로 콘텐츠 접근권을 판매한다. 학교 재학생, 교직원, 졸업생이 아닌 사람이 접근하는 것이 포착되면 차단한다.
공식적으로는 비영리 단체임에도 과도한 수익을 추구하여 논란을 일으켰다. JSTOR에서 누군가 다량의 저널 문서를 내려받는 것이 포착되자 이를 추적해 애런 스워츠라는 것을 밝혀내고 고소하였다. 애런 스워츠는 결국 자살했다.

### 접근권 확대 요구에 대한 대응
미국의 법학자 로런스 레시그는 얼마를 지불하면 JSTOR를 오픈 엑세스로 전환할 수 있는지 질의하였다. JSTOR는 2500만 달러가 지불되면 JSTOR를 오픈 엑세스로 전환할 수 있다고 답하였다.
애런 스워츠 자살 사건 이후 논란이 거세지자 JSTOR는 일반인을 대상으로 무료로 한정된 수량의 콘텐츠에 접근할 수 있는 회원 가입을 받고 있다.

## 같이 보기
- ArXiv
- 디지털 아카이브